# 1163 Сага
1163 Сага (1163 Saga) — астероїд головного поясу, відкритий 20 січня 1930 року.
Тіссеранів параметр щодо Юпітера — 3,168.